# Cycas segmentifida
Cycas segmentifida D.Yue Wang & C.Y.Deng, 1995 è una pianta appartenente alla famiglia delle Cycadaceae, endemica della Cina.

## Descrizione
È una cicade con fusto arborescente o acaulescente, alto sino a 0,5 m e con diametro di 10-23 cm.
Le foglie, pennate, lunghe 120-280 cm, sono disposte a corona all'apice del fusto e sono rette da un picciolo lungo 40-140 cm; ogni foglia è composta da 80-190 paia di foglioline lanceolate, con margine intero, lunghe mediamente 12-42 cm, di colore verde scuro, inserite sul rachide con un angolo di 50-80°.
È una specie dioica con esemplari maschili che presentano microsporofilli disposti a formare strobili terminali di forma fusoidale, lunghi 30-60 cm e larghi 5-12 cm ed esemplari femminili con macrosporofilli che si trovano in gran numero nella parte sommitale del fusto, con l'aspetto di foglie pennate che racchiudono gli ovuli, in numero di 4-8.  
I semi sono subglobosi, lunghi 28-35 mm, ricoperti da un tegumento di colore giallo.

## Distribuzione e habitat
È diffusa nel Guangxi occidentale, nel Guizhou meridionale e nello Yunnan orientale.

Prospera su differenti substrati, dal calcare allo shale e allo scisto, solitamente su ripidi pendii aventi una copertura di terreno quasi assente.

## Conservazione
La IUCN Red List classifica C. segmentifida come specie vulnerabile.

La specie è inserita nella Appendice II della Convention on International Trade of Endangered Species (CITES).